# Rai Scuola
Rai Scuola (anciennement Rai Edu 1 ou Rai Edu Lab 1 jusqu'en 2009) est une chaîne de télévision publique généraliste italienne du groupe audiovisuel public Rai.

## Histoire de la chaîne
La chaîne est lancée en juin 1999 et n'avait diffusé ses programmes que par satellite (Hotbird). 
À partir du 1er février 2009 Rai Edu 1 devint disponible à partir de la diffusion numérique terrestre dans l'ensemble du territoire italien avec le Mux-B. Dès le lendemain, elle diffuse ses programmes à partir de la Rai Storia pour quelques heures. 
Le 18 mai 2010, Rai Scuola devint entièrement disponible avec le lancement de la télévision digitale terrestre de la Rai.
De nos jours, elle existe sur Hot Bird 8 et sur son site internet.

## Identité visuelle

Logo de Rai Edu 1 de 1999 à 2000
Logo de Rai Edu 1 de 2002 à 2009
Logo de Rai Scuola de 2009 à 2010
Logo de Rai Scuola du 18 mai 2010 au 10 avril 2017
Logo de Rai Scuola du 10 avril 2017

## Programmes

### Éducation et divertissement
Rai Scuola est destinée à l'enseignement de différentes disciplines scolaires pour les enfants de 5 à 15 ans (école et collège). Les disciplines concernent les sciences, l'anglais, et même l'éducation civique et routière. 
En 2006, la série anglaise Goal - Speak English, Play Football est transmise en anglais et sans aucun sous-titre.

### Projets et Préparation des programmes
Le projet principal est intitulé IlD, un conteneur des programmes de formation de la BBC et les sitcoms de la RAI.
Les programmes de la RAI sont produits avec la collaboration du ministère de l'Instruction, de l'Éducation, des Études supérieures et de la Recherche scientifique en Italie.